# 特莫邦县
特莫邦县一译特摩邦县，是柬埔寨戈公省下辖的一个县。
据1998年人口普查，此县共有2,880人。